# Bariumstannat
Bariumstannat ist eine anorganische chemische Verbindung des Bariums aus der Gruppe der Stannate. Es existieren mit BaSnO3, Ba3Sn2O7 und Ba2SnO4 drei Oxostannat-(IV)-Verbindungen im BaO-SnO2-Binärsystem, aber als Bariumstannat wird normalerweise BaSnO3 bezeichnet, weil unter diesen BaSnO3 die bekannteste, die am besten untersuchte und die nützlichste Verbindung ist.

## Gewinnung und Darstellung
Bariumstannat kann durch Reaktion von Zinn(IV)-oxidhydrat mit Bariumhydroxid bei 250 °C oder durch Reaktion von Bariumcarbonat mit Zinn(IV)-oxid bei 1200 bis 1400 °C gewonnen werden.
{\displaystyle {\ce {BaCO3 + SnO2 -> BaSnO3 + CO2}}}
Ebenfalls möglich ist die Darstellung durch Reaktion von Bariumcarbonat mit Zinn(IV)-chlorid oder Zinn(IV)-oxid mit Bariumnitrat.
{\displaystyle {\ce {2 SnO2 + 2 Ba(NO3)2 -> 2 BaSnO3 + 4 NO2 + O2}}}

## Eigenschaften
Bariumstannat und sein Trihydrat sind weiße Feststoffe, die schwer löslich in Wasser sind. Er ist ein halbleitendes Oxid mit einer großen Bandlücke von mehr als 3,1 eV. Er besitzt eine kubische Kristallstruktur mit der Raumgruppe Pm3m (Raumgruppen-Nr. 221).

## Verwendung
Bariumstannat wird zur Herstellung von speziellen Keramikisolierungen, die dielektrischen Eigenschaften erfordern, eingesetzt.